# Edige Kyrymał
Edige Mustafa Kyrymał (Szynkiewicz) (kr-tat. Mustafa Edige Qırımal, ros. Эдиге Мустафа Кырымал (Шинкевич); ur. w 1911 r. w Bakczysaraju w Rosji, zm. w 1980 r. w RFN) – tatarski emigracyjny działacz i publicysta narodowy i antykomunistyczny, przewodniczący narodowego przedstawicielstwa Tatarów krymskich podczas II wojny światowej

## Życiorys
Był z pochodzenia litewskim Tatarem. Jego rodzina przed wybuchem I wojny światowej przyjechała z Litwy na Krym. Edige Kyrymał uczęszczał do rosyjskiego gimnazjum w Jałcie. Studiował w instytucie pedagogicznym w Symferopolu. Po zajęciu Krymu przez wojska bolszewickie i rozpoczęciu represji przeciw tatarskiej inteligencji wyjechał z ojczyzny. Brał udział w wystąpieniach antysowieckich na Kaukazie i na obszarze Azerbejdżanu. Od 1932 r. zamieszkał w Turcji. W 1934 r. przyjechał do swojego dziadka do Wilna, gdzie podjął działalność polityczną. Po ataku Niemiec, a następnie ZSRR na Polskę we wrześniu 1939 r., wyjechał ponownie do Turcji. W grudniu 1941 r. przybył do Berlina. Podjął kolaborację z Niemcami. Był współorganizatorem narodowego przedstawicielstwa Tatarów krymskich. Na przełomie listopada i grudnia 1942 r. przyjechał do okupowanego Krymu, gdzie wszedł w skład Symferopolskiego Komitetu Muzułmańskiego. Od stycznia 1943 r. objął funkcję przewodniczącego narodowego przedstawicielstwa Tatarów krymskich. W listopadzie tego roku został członkiem krymsko-tatarskiego biura przy Ministerstwie ds. Okupowanych Terytoriów Wschodnich. Za pośrednictwem przedstawicieli Turcji prowadził nieudane rozmowy z Reichsführerem SS Heinrichem Himmlerem w sprawie utworzenia na Krymie tatarskiego państwa. Po zakończeniu wojny przebywał na emigracji w zachodnich Niemczech. W latach 1954–1972 pracował w Instytucie Badań nad Historią i Kulturą ZSRR w Monachium. Opublikował książkę pt. "Der nationale Kampf der Krimtürken. Mit besonderer Berücksichtigung der Jahre 1917—1918" (1952). Zajmował się genealogią i heraldyką litewskich i krymskich Tatarów, opracowywał również biografie tatarskich i tureckich działaczy. Występował też w Radiu Wolna Europa. zmarł w RFN w 1980 r.

## Publikacje
Der nationale Kampf der Krimturken, Emsdetten/Westfalen, 1952